# Meriones persicus
Meriones persicus és una espècie de mamífer rosegador de la família dels múrids. Viu a altituds de fins a 3.250 msnm a l'Afganistan, Armènia, l'Azerbaidjan, l'Iran, l'Iraq, el Pakistan, Turquia i el Turkmenistan. Es tracta d'un animal nocturn. El seu hàbitat natural són les muntanyes rocoses i àrides. És una espècie en risc mínim, és a dir, no sembla que hi hagi cap amenaça significativa per a la seva supervivència. El seu nom específic, persicus, significa 'persa' en llatí.